# 아이나루

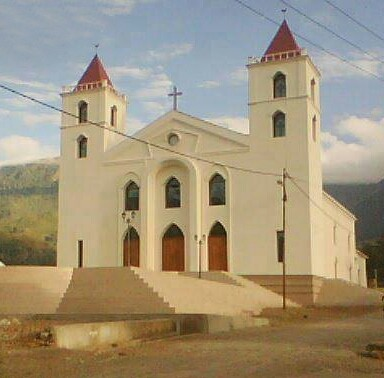
아이나루

아이나루(포르투갈어: Ainaro, 테툼어: Ainaru)는 동티모르의 도시로 아이나루현의 현도이며 면적은 235.94km2, 높이는 831m, 인구는 15,558명(2010년 기준), 인구 밀도는 66명/km2이다. 딜리(동티모르의 수도)에서 남쪽으로 78km 정도 떨어진 곳에 위치한다.